# Lutz Seiler
Lutz Seiler (ur. 8 czerwca 1963 w Gerze) – niemiecki pisarz.

## Biografia
Lutz Seiler wychował się w Langenbergu, dzielnicy Gery. Po zdobyciu wykształcenia budowlanego pracował jako murarz i cieśla. Podczas służby wojskowej w Narodowej Armii Ludowej (Nationale Volksarmee) zaczął interesować się literaturą i pisać własne wiersze. Od 1990 r. studiował filologię germańską na Uniwersytecie Marcina Lutra w Halle i Wittenberdze oraz w Berlinie. W latach 1993–1998 był jednym z wydawców czasopisma literackiego „Moosbrand”.
Od 2005 r. Seiler jest członkiem niemieckiego stowarzyszenia pisarzy PEN-Zentrum Deutschland. Od kwietnia 2007 r. należy do Akademie der Wissenschaften und der Literatur w Moguncji, od 2010 jest członkiem Bayerische Akademie der Schönen Künste oraz Akademie der Künste w Berlinie.

## Twórczość
W roku 2007 Seiler został wyróżniony nagrodą Ingeborg-Bachmann-Preis za opowiadanie Turksib. Tomik opowiadań Die Zeitwaage został w 2010 r. nominowany do nagrody literackiej Lipskich Targów Książki (Leipziger Buchmesse). W 2011 r. został członkiem Niemieckiej Akademii Języka i Literatury (Deutsche Akademie für Sprache und Dichtung). Za swój debiut powieściowy Kruso, który ukazał się we wrześniu 2014 r., otrzymał nagrodę literacką Deutscher Buchpreis.

## Wyróżnienia i stypendia
- 1999 Kranichsteiner Literaturpreis
- 2000 Lyrikpreis Meran, Dresdner Lyrikpreis, Hermann-Lenz-Stipendium
- 2002 Anna-Seghers-Preis
- 2003 Ernst-Meister-Preis oraz Arbeitsstipendium Villa Aurora in Los Angeles
- 2004 Bremer Literaturpreis
- 2005 Preis der SWR-Bestenliste
- 2007 Ingeborg-Bachmann-Preis
- 2009 Harald-Gerlach-Literaturstipendium des Landes Thüringen
- 2010 Deutscher Erzählerpreis (za Die Zeitwaage)[2]
- 2010 Fontane-Preis der Stadt Neuruppin (za Die Zeitwaage)
- 2010 Członek Akademii Sztuki w Berlinie (Akademie der Künste)
- 2010 Członek Saksońskiej Akademii Sztuki (Sächsische Akademie der Künste)
- 2011 Członek Niemieckiej Akademii Języka i Literatury (Deutsche Akademie für Sprache und Dichtung)
- 2012 Christian-Wagner-Preis
- 2012 Rainer-Malkowski-Preis
- 2014 Uwe-Johnson-Preis (za Kruso)[3]
- 2014 Deutscher Buchpreis za Kruso
- 2015 Marie-Luise-Kaschnitz-Preis[4]
- 2023 Bertolt-Brecht-Preis[5]
- 2023 Nagroda im. Georga Büchnera[6]